# Thiraucourt
Thiraucourt là một xã ở tỉnh Vosges, vùng Grand Est, Pháp. Xã này có diện tích 3,02 kilômét vuông dân số năm 1999 là 89 người. Xã này nằm ở khu vực có độ cao trung bình 296 m trên mực nước biển. 
Người dân địa phương danh xưng tiếng Pháp là Thiraucurtiens.

## Biến động dân số
| 1962                                         | 1968 | 1975 | 1982 | 1990 | 1999 |
| -------------------------------------------- | ---- | ---- | ---- | ---- | ---- |
| 64                                           | 77   | 80   | 94   | 93   | 89   |
| Số liệu từ năm 1962: Dân số không tính trùng |      |      |      |      |      |